# Ла-Бастид-л’Эвек
Ла-Басти́д-л’Эве́к (фр. La Bastide-l'Évêque, окс. La Bastida de l'Avesque) — коммуна во Франции, находится в регионе Окситания. Департамент — Аверон. Входит в состав кантона Рьёпейру. Округ коммуны — Вильфранш-де-Руэрг.
Код INSEE коммуны — 12021.
Коммуна расположена приблизительно в 510 км к югу от Парижа, в 100 км северо-восточнее Тулузы, в 35 км к западу от Родеза.

## Население
Население коммуны на 2008 год составляло 817 человек.
| 1962 | 1968 | 1975 | 1982 | 1990 | 1999 | 2008 |
| ---- | ---- | ---- | ---- | ---- | ---- | ---- |
| 1041 | 1132 | 964  | 982  | 921  | 882  | 817  |

## Администрация
| Период | Период | Фамилия         | Партия | Примечания |
| ------ | ------ | --------------- | ------ | ---------- |
| 2001   | 2008   | Андре Дарре     |        |            |
| 2008   |        | Жан-Эд Ле-Мейен |        |            |

## Экономика
В 2007 году среди 474 человек в трудоспособном возрасте (15—64 лет) 359 были экономически активными, 115 — неактивными (показатель активности — 75,7 %, в 1999 году было 69,0 %). Из 359 активных работали 342 человека (191 мужчина и 151 женщина), безработных было 17 (7 мужчин и 10 женщин). Среди 115 неактивных 35 человек были учениками или студентами, 48 — пенсионерами, 32 были неактивными по другим причинам.

## Достопримечательности
- Замок Рекиста[фр.] (XVI—XVII века). Памятник истории с 1978 года[3]
- Романская церковь XIII века
- Галло-римский мост Бейла
- Башня Бейла

## Фотогалерея

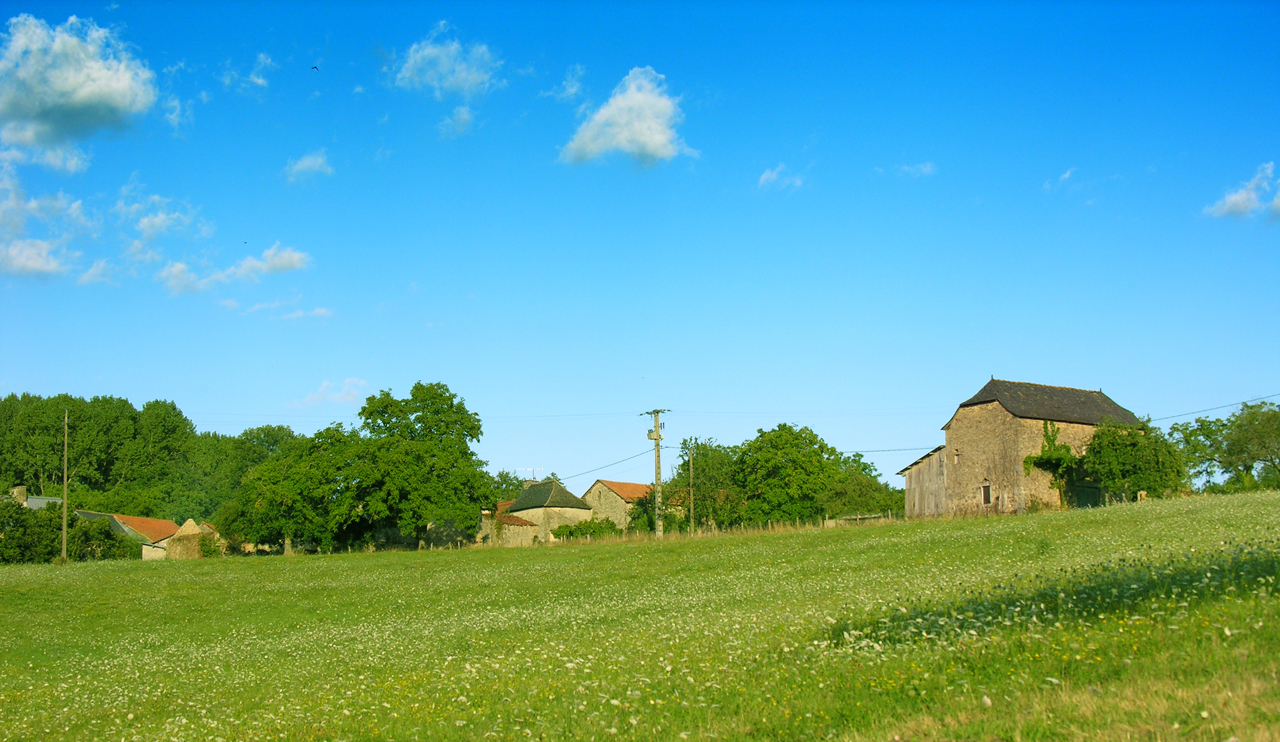
Деревня Ле-Рьё
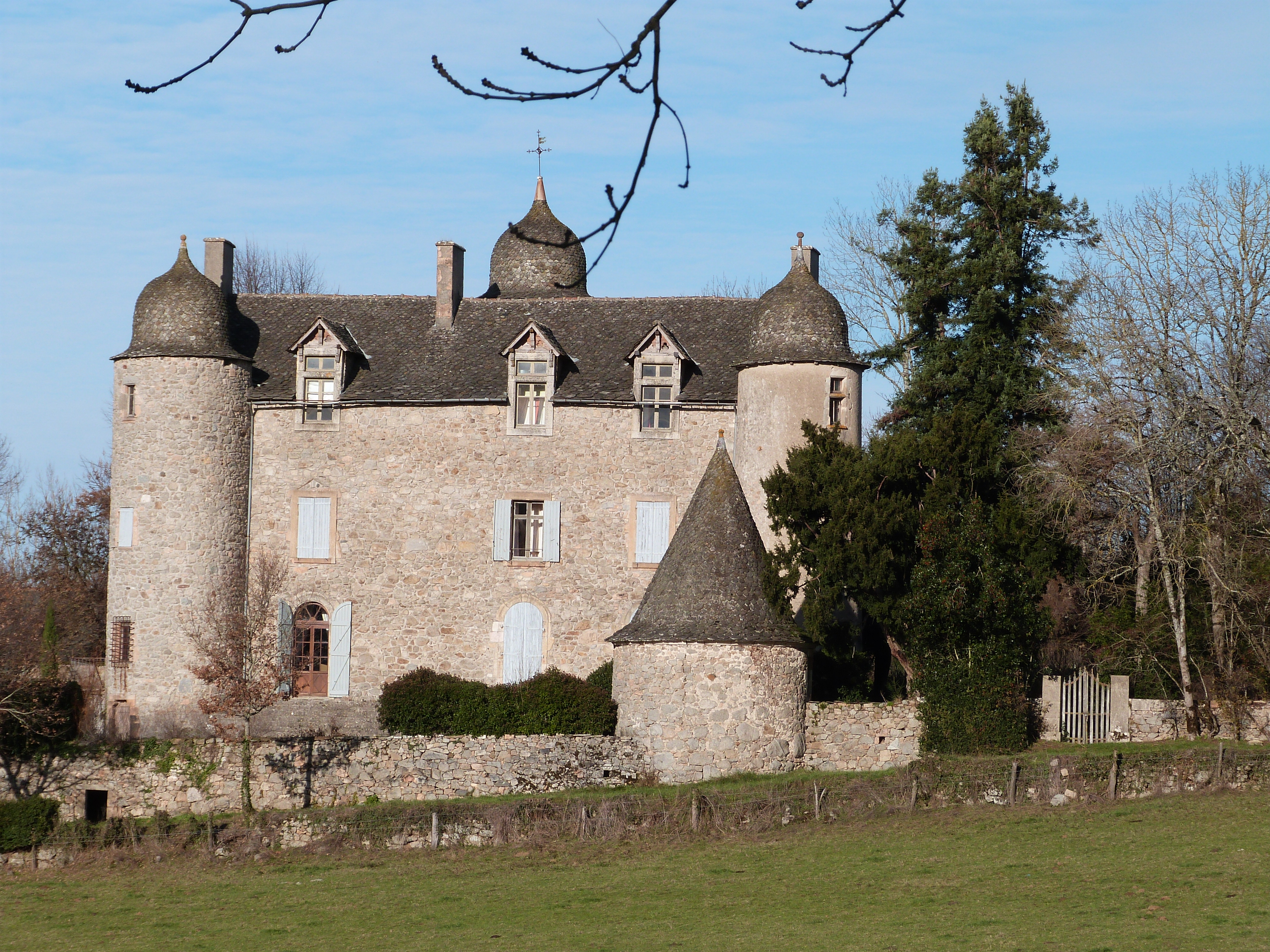
Замок Рекиста
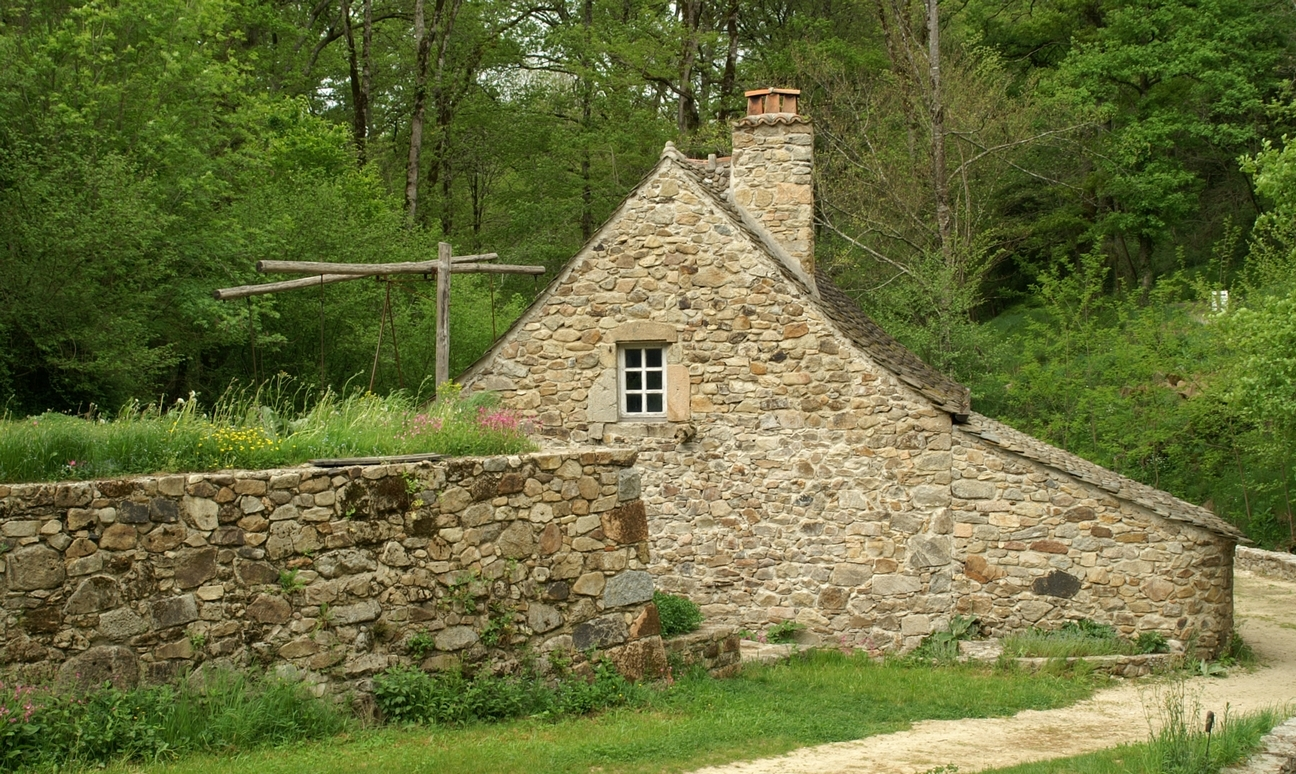
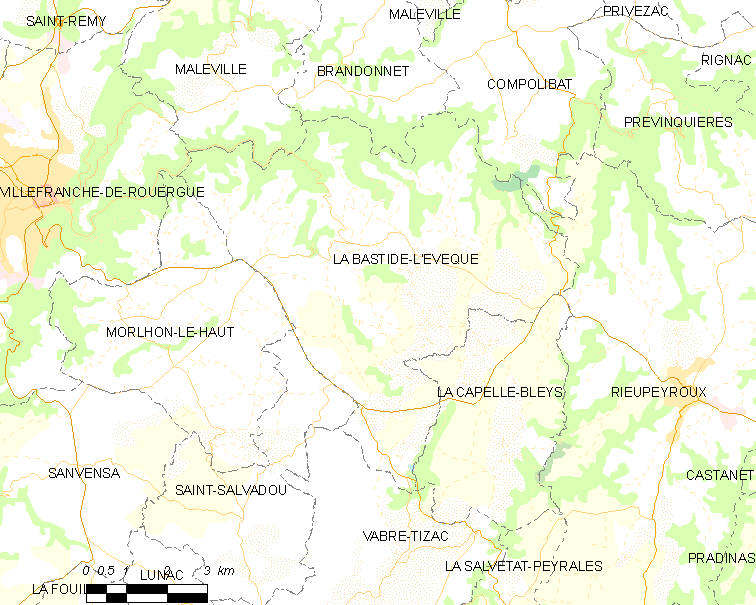
Карта коммуны